# Watson (ラッパー)
Watson（ワトソン、2000年2月22日 - ）は、日本のラッパー。

## 経歴
2000年2月22日に誕生。出身地は徳島県小松島市。「Watson」の名前は、16歳のとき、仕事場で考えた一発ギャグに由来するという。ヒップホップに触れるきっかけとなったのは「カラオケで友達が歌ってた」AK-69であったが、ジャンルとしてのヒップホップに強く傾倒していたわけではなく、GReeeN や UVERworld といったJ-POPを好んで聞いていた。また、時折友達と遊びでフリースタイルをおこなっていた。その後18歳で、大阪に移り住む。Watsonは刺青を好んで入れていたが、馴染みの彫り師のタトゥースタジオにレコーディングスタジオが併設されていたことをきっかけとして本格的にラップをはじめる。大阪において、Watsonは「ストリートで色々やったり」していたものの、「こういう稼ぎ方してもあんま儲からんし、色んな意味でええことないな」という思いからヒップホップに打ち込むようになる。
2021年5月1日に『Pose 1』をリリースする。アルバム名はWatsonいわく「構えその壱」といった意味であり、ラッパーとしてキャリアを駆け上るための第1弾としての意味をこめたものであった。また、『ラップスタア誕生! 2021』に応募するも、動画予選で落選する。11月24日に『Thin gold chain』をリリースする。「なけなしの金で、全然太くない、薄いチェーンを買った」ことがEP名の由来である。同EPについて、LilPri（YYK）は「もつれたフロウから吐き出されるリリックの強度は近年登場した若手でも群を抜く」、二木信は「詩的で自分の内面を歌うラッパーとしての表現力を持っている」と、高く評価している。WatsonはこのEPを契機として、「シーンに出る」ことを意識しはじめるようになる。その後、徳島のクラブ「KING or CLOWN」でULTIMATE MC BATTLEの予選に出場するも、1回戦で惨敗する。このアフターパーティではじめてのライブをおこなう。
2022年3月23日にミックステープ『FR FR』をリリースする。このミックステープをつやちゃんは、「スキルフルで独創的でありながらも模倣を促すようなチープさを感じるラップ」と高く評価し、Watsonが「KOHH が『YELLOW T△PE』とともに現れた2012年以来、約10年ぶりにゲーム・チェンジャーとして抜本的にルールを変える力を秘めている」と論じている。2023年の日本語ラップシーンにおいては、Watsonのフローに影響を受けた「Watson系」のラッパーが多く現れるに至った。2022年11月30日に『SPILL THE BEANS』をリリースする。2023年2月28日にYoung Zettonとともに『BRIGHT FUTURE』をリリースする。12月6日には1stアルバムの『Soul Quake』をリリースする。キャリアを積み重ねる中で、Watsonの金銭的な不安は解消され、2023年のインタビューでは前日にベンツのAMGを購入した旨を語っている。

## ディスコグラフィ

### SINGLE
| 発売日         | タイトル                        | 収録アルバム                  | 備考                                               |
| -------------- | ------------------------------- | ----------------------------- | -------------------------------------------------- |
| 2021年8月7日   | 21 (feat. Ree)                  | Thin gold chain               | 現在はサブスク配信停止                             |
| 2022年5月11日  | reoccurring dream               |                               |                                                    |
| 2022年5月13日  | Cure Heart pt2                  |                               |                                                    |
| 2022年7月31日  | i gold (feat. Pedro the GodSon) |                               |                                                    |
| 2022年8月3日   | NEW REAL (feat. Young Zetton)   |                               |                                                    |
| 2022年10月15日 | 本音                            | 「Young zetton & Watson」名義 |                                                    |
| 2023年6月23日  | MJ Freestyle                    | 現在はサブスク配信停止        |                                                    |
| 2023年7月26日  | Feel Alive                      | Soul Quake                    |                                                    |
| 2023年8月26日  | Working Class Anthem            | Soul Quake                    | 「Watson & eyden」名義                             |
| 2023年9月13日  | RANDO                           | Soul Quake                    |                                                    |
| 2023年9月22日  | 24/7                            | Soul Quake                    | 「Soul Quake」に収録されているものとは別バージョン |
| 2023年10月31日 | ペンとノート                    | Soul Quake                    |                                                    |
| 2025年6月6日   | Fashion Week (feat. Benjazzy)   |                               |                                                    |